# صنعت خودروسازی تایلند

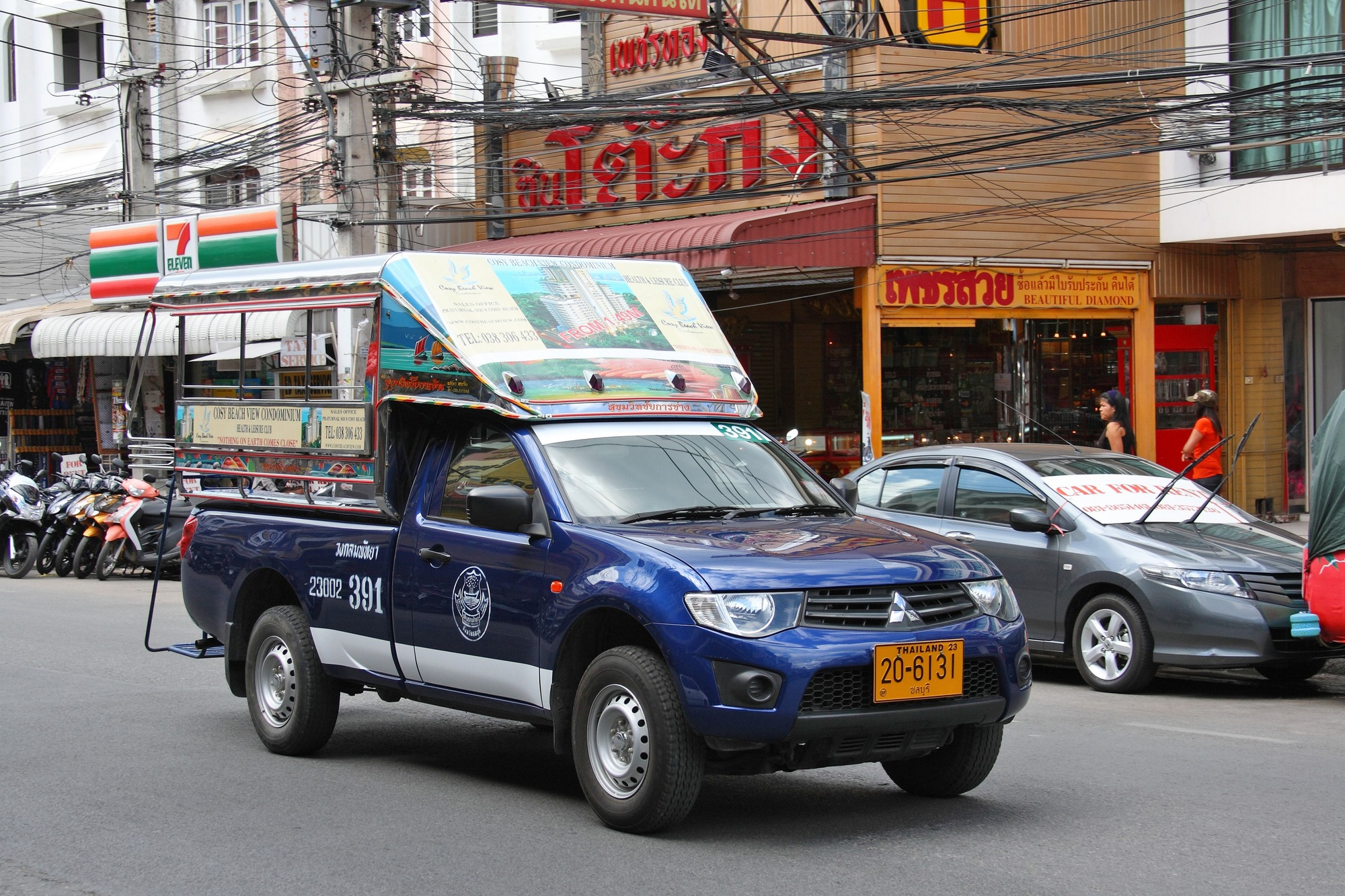
یک میتسوبیشی ال۲۰۰ ساخت داخل کشور در پاتایا

صنعت خودروسازی تایلند(به انگلیسی: automotive industry in Thailand) در سال ۲۰۱۹، بزرگ‌ترین صنعت خودروسازی در منطقه جنوب شرق آسیا بود و در جهان رتبه ۱۰ را در اختیار داشت.
بیشتر خودروهای تولید شده در تایلند تحت مجوز تولیدکنندگان خارجی، به‌طور عمده ژاپنی، آمریکایی و چینی بوده و شکل گرفته‌اند اما چند برند دیگر هم برای تولید خودرو به روش سی‌کی‌دی، به ویژه بی‌ام‌و (BMW) و مرسدس بنز، به فعالیت مشغول هستند. صنعت خودرو تایلند از مزیت منطقه آزاد تجاری آسه آن (AFTA) برای یافتن بازار جهت بسیاری از محصولات خود بهره می‌برد. تایلند با در اختیار گرفتن بیش از ۵۰ درصد سهم بازار کامیونت‌های یک تنی، یکی از بزرگ‌ترین بازارهای جهان در بخش کامیونت پیکاپ است.